# Luiz de Queiroz Orsini
Luiz de Queiroz Orsini (Rio de Janeiro, 10 de setembro de 1922 – São Paulo, 20 de janeiro de 2018) foi um engenheiro brasileiro, professor emérito na Escola Politécnica da Universidade de São Paulo.

## Biografia
Orsini se formou como engenheiro mecânico-eletricista pela Escola Politécnica da USP em 1946 e se tornou professor assistente. Em 1949, completou o doutorado na Universidade de Paris-Sorbonne. Retornou à Politécnica, onde obteve o título de livre docência em 1954, professor catedrático em 1957 e emérito em 1998. Era detentor do título de Life Fellow pelo Instituto de Engenheiros Eletricistas e Eletrônicos.
Como educador, Orsini se dedicou ao ensino de graduação e pós-graduação por mais de seis décadas. Sua atuação foi considerada crucial na modernização do ensino de engenharia elétrica no Brasil. Entre suas contribuições, Orsini participou da criação de novos cursos e laboratórios, preparou material de ensino, e promoveu o uso de computadores como ferramenta de ensino. Orsini estima que tenha dado aulas para mais de 4000 estudantes. Entre seus discípulos estão engenheiros que lideraram alguns dos principais projetos de tecnologia do Brasil, como o desenvolvimento de computadores digitais, redes de telecomunicações, e infra-estrutura de energia elétrica; outros discípulos se tornaram professores que continuam a educar novas gerações de engenheiros. Alguns de seus colegas o apelidaram de Mega Mestre.
Mais especificamente na Politécnica, Orsini ajudou a aprimorar o currículo de engenharia elétrica, que em meados da década de 1950 consistia basicamente de tópicos de engenharia civil com algumas noções de mecânica e eletricidade. Nas décadas seguintes, Orsini e seus colegas organizaram a expansão do departamento de engenharia elétrica e melhoria do currículo, que além de disciplinas na área de geração e distribuição de eletricidade passou a incluir também tópicos como eletrônica, telecomunicações, e sistemas digitais. Orsini teve participação importante no estabelecimento de laboratórios práticos para complementar o ensino teórico. Ajudou também a introduzir o ensino de análise de circuitos, eletromagnetismo e outros tópicos com o uso de técnicas matemáticas avançadas como transformadas de Laplace e análise de Fourier.
A participação de Orsini também foi decisiva para o desenvolvimento da pesquisa na Escola Politécnica, inicialmente no Departamento de Física e mais tarde no de Engenharia de Eletricidade. Ele trabalhou nos laboratórios de Yves Rocard em Paris, onde realizou estudos sobre o efeito de cintilação em diodos saturados, sobre amplificação seletiva em baixa frequência e sobre sondagens eletromagnéticas da ionosfera, tendo montado, em São Paulo, a primeira instalação deste tipo de sondagem, no Edifício São Tiago. Realizou também pesquisas na área de circuitos e instrumentação eletrônica.
Em 1975 foi diretor do Instituto de Física da USP. De 1988 a 1990 foi Pró-Reitor de Graduação da USP.
É autor de diversos livros, entre eles Curso de Circuitos Elétricos, Introdução aos Sistemas Dinâmicos e Simulação Computacional de Circuitos Elétricos lançado junto com o Prof. Flavio Cipparone em 2011. Este último tendo sido inclusive indicado ao prêmio Jabuti de 2012 obtendo o 8° lugar entre os concorrentes de Ciências Exatas.
Ministrou aulas em disciplinas do curso de Engenharia Elétrica da Escola Politécnica da USP até o ano de 2007.

## Morte
Luiz morreu em São Paulo, em 20 de janeiro de 2018, aos 96 anos após complicações de uma pneumonia. Deixou quatro filhos e cinco netos.